# Orlin Peralta
Orlin Orlando Peralta Gonzáles (sinh ngày 12 tháng 2 năm 1990 ở Guanaja) là một cầu thủ bóng đá người Honduras thi đấu ở vị trí hậu vệ trái cho F.C. Motagua.

## Sự nghiệp câu lạc bộ
Peralta thi đấu cho Vida từ 2008 đến 2013.  Vào ngày 26 tháng 6 năm 2013, anh ký hợp đồng với F.C. Motagua.

## Sự nghiệp quốc tế
Peralta thi đấu cho Honduras tại Giải vô địch bóng đá U-17 thế giới 2007 ở Hàn Quốc và đại diện quốc gia tại Thế vận hội Mùa hè 2012.
Anh có màn ra mắt cho Honduras vào tháng 2 năm 2012 trong trận đấu tạiVòng loại giải vô địch bóng đá thế giới trước Cuba và tính đến tháng 4 năm 2013, có tổng cộng 4 lần ra sân, không ghi được bàn nào. Anh từng đại diện quốc gia trong một trận đấu tại Vòng loại giải vô địch bóng đá thế giới và thi đấu tại Cúp bóng đá Trung Mỹ 2013.